# Diplothrixochernes simplex
Espèce
Diplothrixochernes simplex est une espèce de pseudoscorpions de la famille des Chernetidae.

## Distribution
Cette espèce est endémique de la province de Río Negro en Argentine. Elle se rencontre vers le Cerro Piltriquitrón.

## Publication originale
- Beier, 1964 : The zoological results of Gy. Topál’s collectings in South Argentina. 15. Pseudoscorpionidea. Annales Historico-Naturales Musei Nationalis Hungarici, vol. 56, p. 487–500.